# Malaguti
Malaguti  es una compañía italiana fabricante de motocicletas, fundada en Bolonia en 1930 por Antonino Malaguti. Fue fundada como una sociedad fabricante de bicicletas.

## Historia

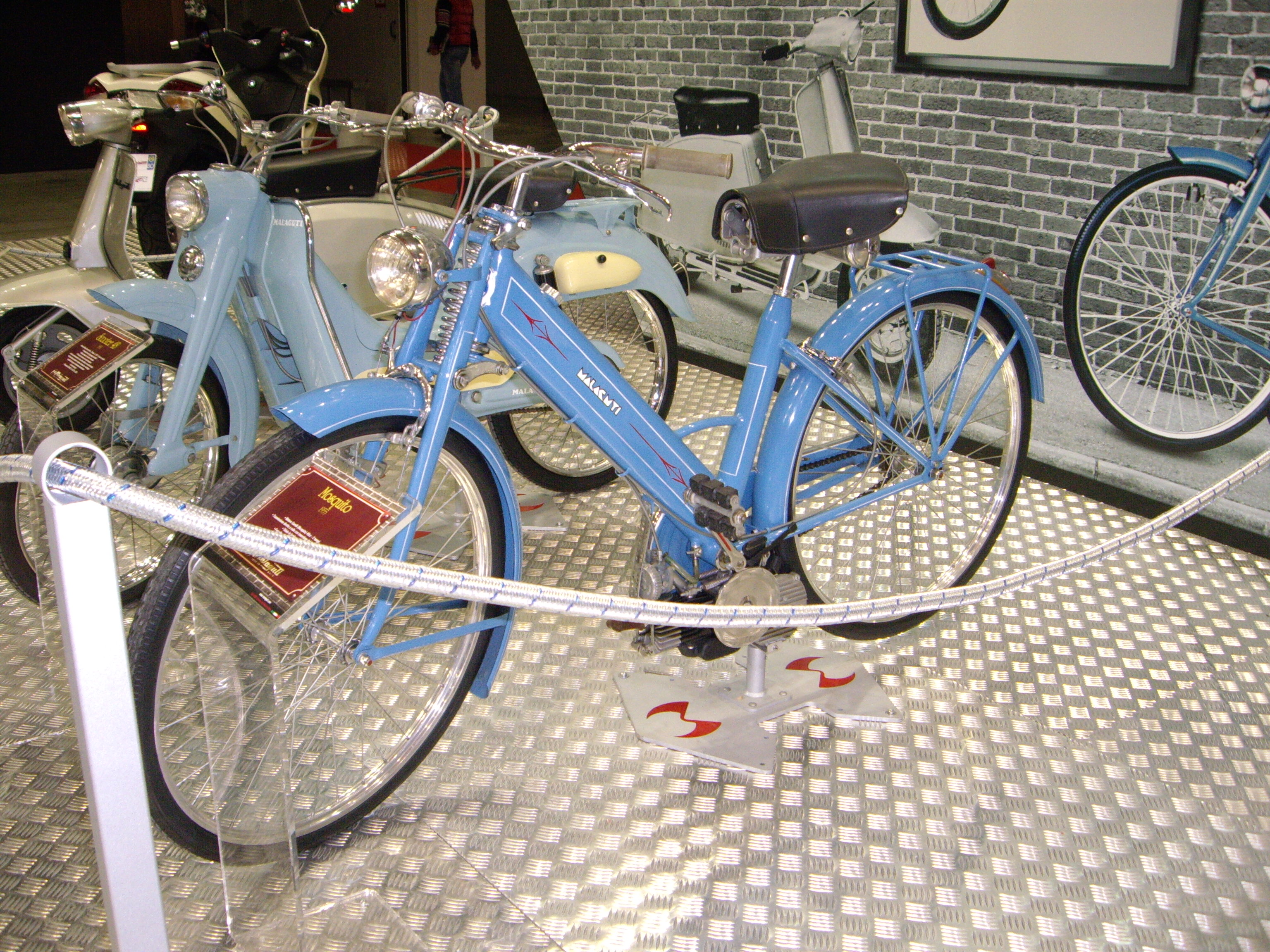
Malaguti 38 Mosquito1955

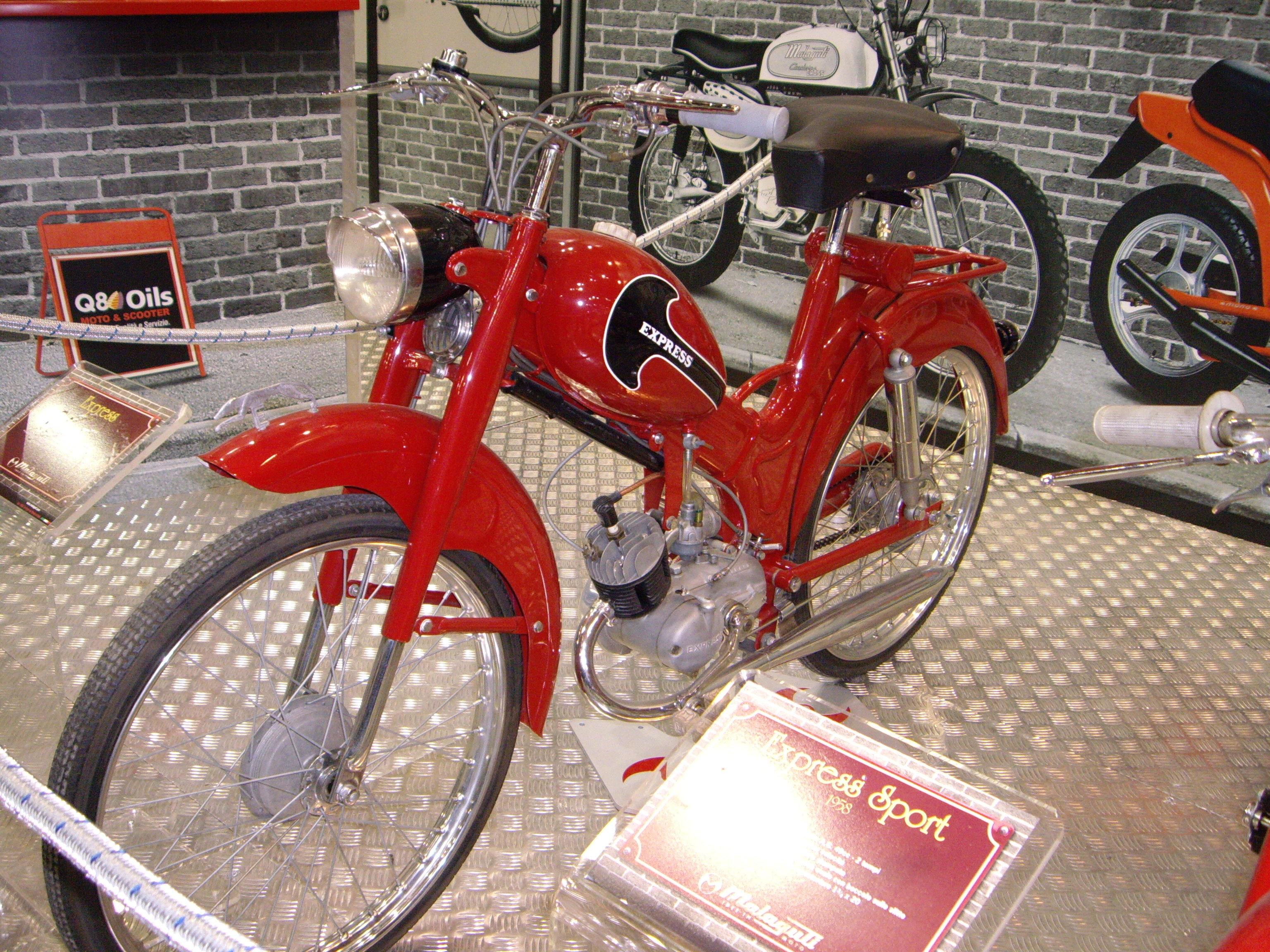
Malaguti 50 Express" 1958

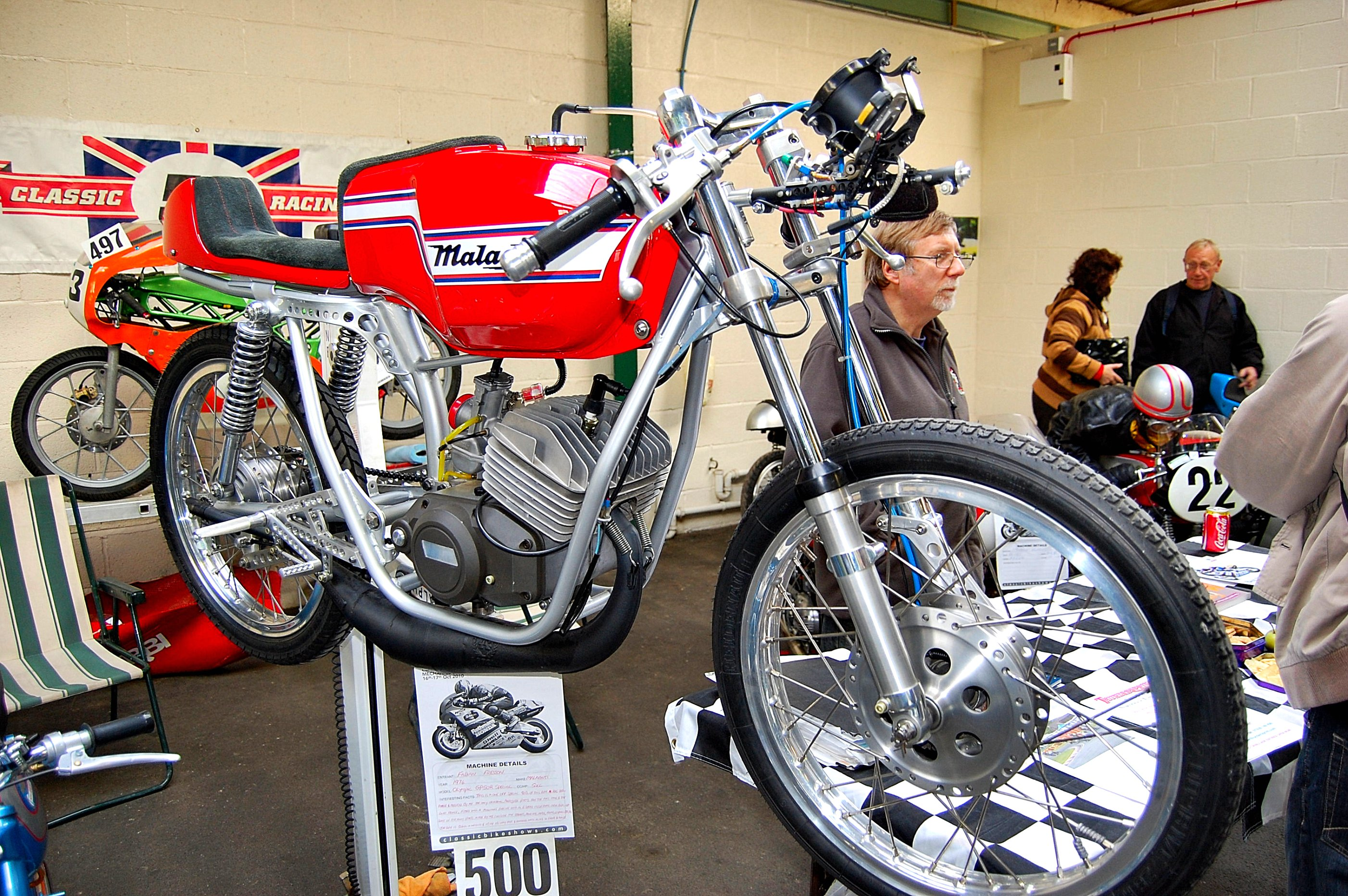
Malaguti 50 Gransport/Olympique" 1974

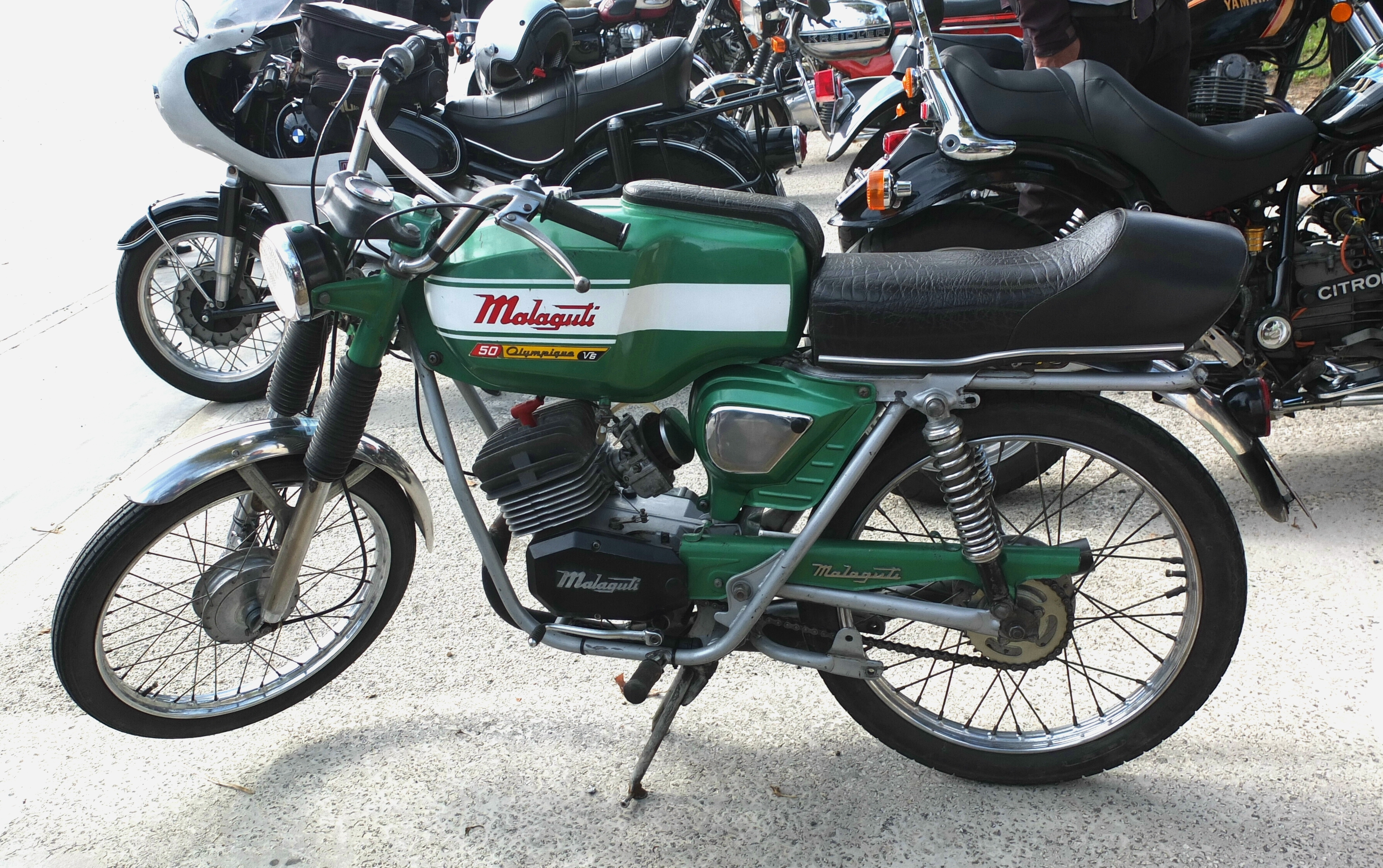
Malaguti 50 Olympique 1976

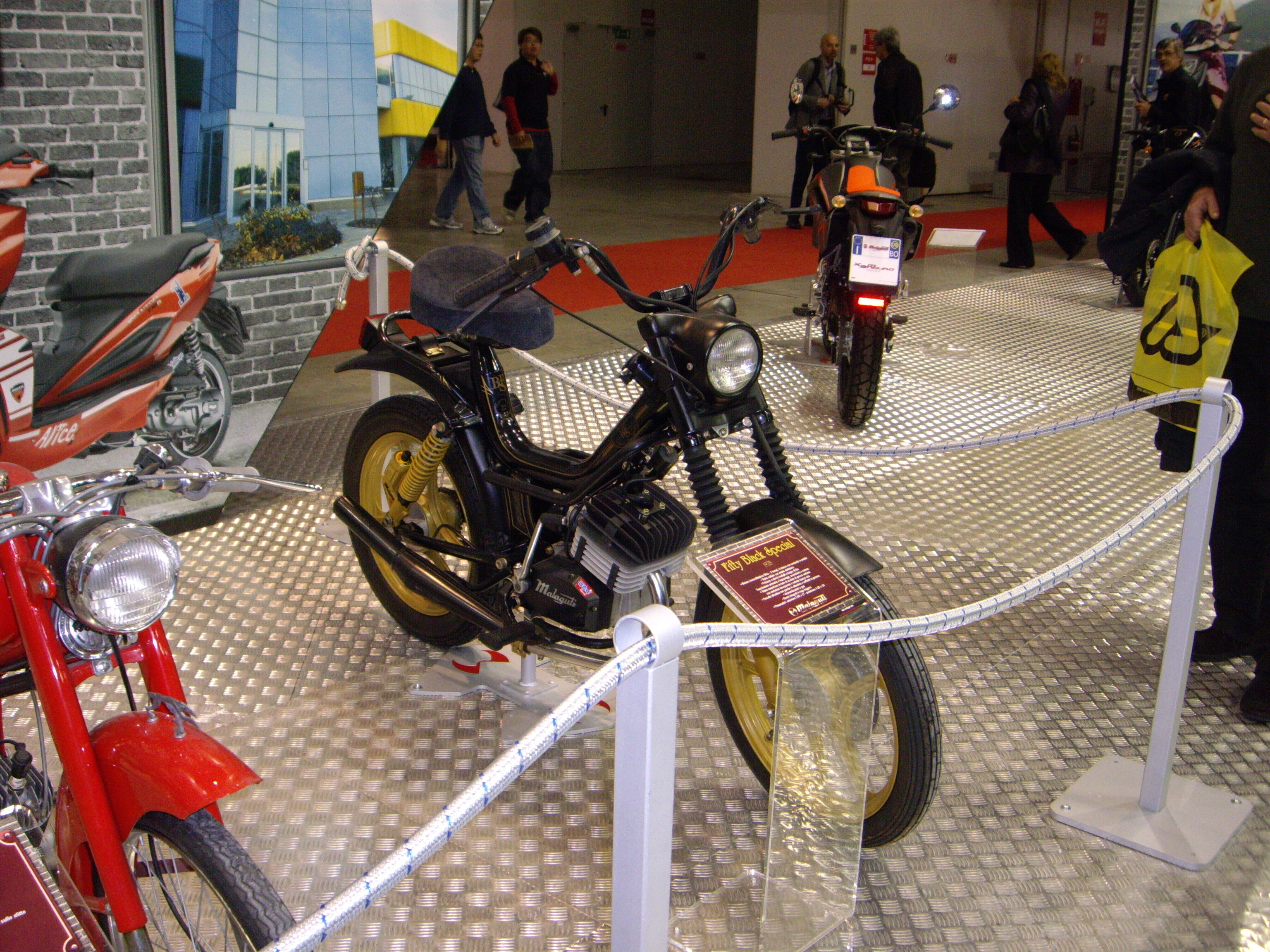
Malaguti Fifty Black Special 1978

Nacido en 1930 en Bolonia como un taller de reventa y reparación de bicicletas gracias a Antonino Malaguti, un joven de veintidós años que a mediados de los veinte había sido un joven ciclista prometedor, Malaguti pronto se convirtió en un fabricante de bicicletas con un apreciado producción, incluso si se limita a la zona de Bolonia.
Habiendo escapado de los bombardeos de la Segunda Guerra Mundial, la empresa reanudó de inmediato la producción y, dada la enorme demanda de medios de locomoción de posguerra, en 1949 comenzó a construir un económico bimotor con un marco de viga central de clara derivación cíclica. Equipado con rodillo de tracción con motor Mosquito. En una evolución lenta y constante, el mismo cuadro fue equipado con suspensiones delanteras y traseras, frenos de tambor, tanque grande y motor de dos tiempos de 49 cm³ del alemán Espress Werke, completando la metamorfosis con los ciclomotores "Express" y "Express Sport", puesto a la venta en 1957.
Hasta la primera mitad de los años sesenta, la producción de Malaguti estaba destinada exclusivamente a ciclomotores económicos destinados al transporte de cosas y personas, pero el auge económico y la motorización masiva obligaron a la construcción de ciclomotores de uso recreativo a los catorce años.
En 1963, tras concluir un contrato de suministro con Motori Franco Morini, se presentó el ciclomotor deportivo 50 Gransport, que logró un buen éxito de ventas, especialmente en el mercado francés, donde se ofreció bajo la denominación 50 Olympique. En la segunda mitad de los años sesenta, a la versión renovada del 50 Gransport, dotada de un llamativo tubo de escape doble bilateral, se le unió el modelo 50 Roncobilaccio, uno de los primeros ciclomotores todoterreno italianos.
En las décadas siguientes vieron la luz otros modelos con buen éxito comercial, como el Fifty de 1974, uno de los tuboni de mayor éxito; En 1985 se presentó la Malaguti Runner 125, una motocicleta de enduro.
En la década de los noventa la producción se trasladó al sector de los patinetes; En 1994 se presentó el más exitoso, el Phantom, cuya venta se prolongó durante trece años, finalizando a finales de 2007 sustituido por la nueva versión "R". Durante muchos años ha tenido una estrecha relación de colaboración con la empresa de motores alemana Sachs y también ha colaborado con Yamaha para el suministro de motores para scooters de mayor cilindrada.
A principios de la década de 2000, invirtió mucho en el sector de los scooters medianos y grandes, y puso en producción numerosos modelos, desde los compactos Ciak y Centro hasta los más grandes Madison, Blog, Password y SpiderMax con motor 500.
Los ciclomotores de la producción actual están equipados con motores de producción Yamaha, Piaggio, Minarelli y Keeway Motors.
La sinergia que lleva muchos años presente entre Ducati y Malaguti, en la que también han trabajado su hijo Learco (nombre impuesto en honor a un gran amigo de Antonino, Learco Guerra) y los nietos Marco y Antonino (mismo nombre que su abuelo). En algún momento, se atestigua el hecho de que esta empresa a menudo produce modelos y réplicas de Ducati Corse. Entre los últimos modelos en producción hay un retorno a la producción de motocicletas de carretera clásicas como la Drakon.
La empresa, que había estado en problemas durante algún tiempo, anunció el 10 de octubre de 2011 que cerraría su negocio en noviembre del mismo año. De hecho, la empresa con sede en Bolonia - después de haber rescindido los contratos con los proveedores - finaliza el montaje de las piezas residuales aptas para la producción de probetas completas y, en una secuencia programada, cierra definitivamente la actividad en febrero de 2012; el 19 de diciembre de 2011 también se demolió el letrero histórico del almacén de la empresa, para no tener que pagar el impuesto de publicidad.
La planta n.º3 (colindante con el área de servicio de la autopista de Sillaro) será posteriormente adquirida por Robopac, empresa activa en el sector del embalaje; n 
°2 permanece sin usar.
La actividad de una pequeña parte de los empleados, una vez desmantelada la planta de Castel San Pietro Terme, se concentró inicialmente en el sector de repuestos durante algún tiempo, con el fin de cumplir con las obligaciones contraídas al respecto (suministro de repuestos hasta agotamiento y garantía y asistencia posventa). Posteriormente Malaguti comenzó a ocuparse de la asistencia y repuestos para todas las marcas de scooters y motocicletas, luego inició la comercialización de bicicletas eléctricas y kits de conversión "e-bike".
En 2018, la familia Malaguti otorgó la licencia de uso de la marca al grupo austriaco KSR, también propietario de la marca Lambretta, y anuncia en EICMA una nueva gama de vehículos de producción con motores Piaggio.
En 2019, los scooters Mission y Madison entran en producción; este último no es otro que el antiguo Gilera Nexus del que KSR había comprado la licencia de producción al grupo Piaggio una vez abandonado el escenario. El nuevo Madison es el resultado de una operación de rebadge que lo diferencia del Nexus original por el logo frontal y por la instrumentación totalmente digital así como por el motor 300, de origen Piaggio y homologado Euro 4. Tanto el motor como el conjunto scooter se fabrican en China.

## Competiciones
Desde 2003, la empresa también participa en las carreras del campeonato del mundo en la clase 125 (departamento de carreras de Malaguti) con varios pilotos, incluidos Gábor Talmácsi y Tomoyoshi Koyama, mientras que el equipo está dirigido por Engines Engineering, así como la motocicleta, pero sin informar. Resultados significativos y retirarse al final del Campeonato del Mundo de 2006.
- Datos: Q968973
- Multimedia: Malaguti motorcycles / Q968973